# Stenolis decemguttata
Stenolis decemguttata är en skalbaggsart som först beskrevs av Bates 1885. Stenolis decemguttata ingår i släktet Stenolis och familjen långhorningar.
Artens utbredningsområde är:
- Costa Rica.
- Nicaragua.
- Panama.

Inga underarter finns listade i Catalogue of Life.